# Musik og Teaterhøjskolen
Musik og Teaterhøjskolen (indtil 2000: Den Sønderjyske Højskole for musik og teater) var en dansk folkehøjskole i Toftlund, Sønderjylland, som specialiserede sig i linjefagene
musik, 
sang, 
lydteknik, 
elektronisk musik, 
teater
og nycirkus. 
Højskolens formål var blandt andet at styrke både de faglige, personlige og almene kvalifikationer hos eleverne.
Højskolen åbnede i juli 1984 med officiel indvielse af Dronning Ingrid den 24. november 1984. Initiativtagere til at etablere højskolen var Henrik Svane og Lars Bo Smith. Skolen hed oprindeligt 'Den Sønderjyske Højskole for musik og teater, men skiftede navn i år 2000.
Højskolen havde plads til 60 elever
Højskolen profilerede sig siden starten i 1984 på et højt fagligt niveau indenfor rytmisk musik og teater. Siden kom nye linjer til, men alle fokuserede på arbejdet omkring scenen. Det gav gode muligheder for tværfagligt samarbejde og store fælles projekter.
Skolen havde professionelle studier, øvelokaler til rytmisk musik, øvelokaler med klaverer/flygler, dansesal, separat teaterhus med 500 m² sal til forestillinger og koncerter med plads til 300 tilskuere, kostumekælder, paryksamling og meget andet.
Mange elever brugte skolen som afklaringsforløb, før de påbegyndte studierne på diverse skoler bl.a. Musikalsk Grundkursus (MGK), universiteter, teaterskoler og konservatorie.
Skolen lå i Toftlund, Sønderjylland, og som teater- og musikhøjskole hørte den til en af landets ældste.
I 2022 gik skolen konkurs og lukkede.